# Progressive Segmented Frame
Progressive segmented Frame (PsF) ist ein Videoformat, das Vollbildmaterial als Halbbilder speichert.
Jedes Vollbild wird dabei in zwei Halbbilder ohne Phasenverschub der einzelnen Zeilen innerhalb eines Halbbildes geteilt (segmentiert). So lassen sich aus den im Zeilensprungverfahren gesendeten Halbbildern durch Weaving die ursprünglichen Vollbilder vollständig und verlustfrei rekonstruieren, ohne dass eine Interpolation vorgenommen zu werden braucht oder der für das Zeilensprungverfahren typische Kammeffekt auftritt.
Das HDTV-Format 1080i50 wird dann im PsF-Verfahren übertragen, wenn [progressives] Bildmaterial mit 25 Vollbildern pro Sekunde vorliegt und gesendet wird. Das ist z. B. bei Spielfilmen der Fall, die per PAL-Speed-up-Verfahren verändert wurden (Beschleunigung von Bild und Ton und damit einhergehend eine Erhöhung von letzterem), oder aber, wenn das Originalmaterial aus 25 Bildern pro Sekunde besteht – wie bei Antichrist oder Melancholia, die beide mit 25 fps gedreht wurden (abgesehen von ein paar Aufnahmen mit Hochgeschwindigkeitskameras). Das Resultat entspricht dann dem Format 1080p25. Das HDTV-Display muss in dem Falle jedoch „verstehen“, dass es sich bei dem Bildmaterial um PsF-Material handelt und zwischen den Halbbildern kein zeitlicher bzw. räumlicher (spatialer) Versatz (bei Schwenks und dergleichen) vorhanden ist und aus zwei Halbbildern ein Vollbild zusammengesetzt werden darf. Dabei müssen eventuell im Bildschirm vorhandene Deinterlacing-Algorithmen deaktiviert werden. Diese Unterscheidung von Interlaced- gegenüber Progressive segmented Frame-Material muss von HD-Receivern oder HD-fähigen Fernsehgeräten als solche erkannt werden, so dass 1080i50-Material ohne Deinterlacing-Verarbeitung durch die Algorithmen in 1080p25 gewandelt und angezeigt werden kann.